# Uroidrosi

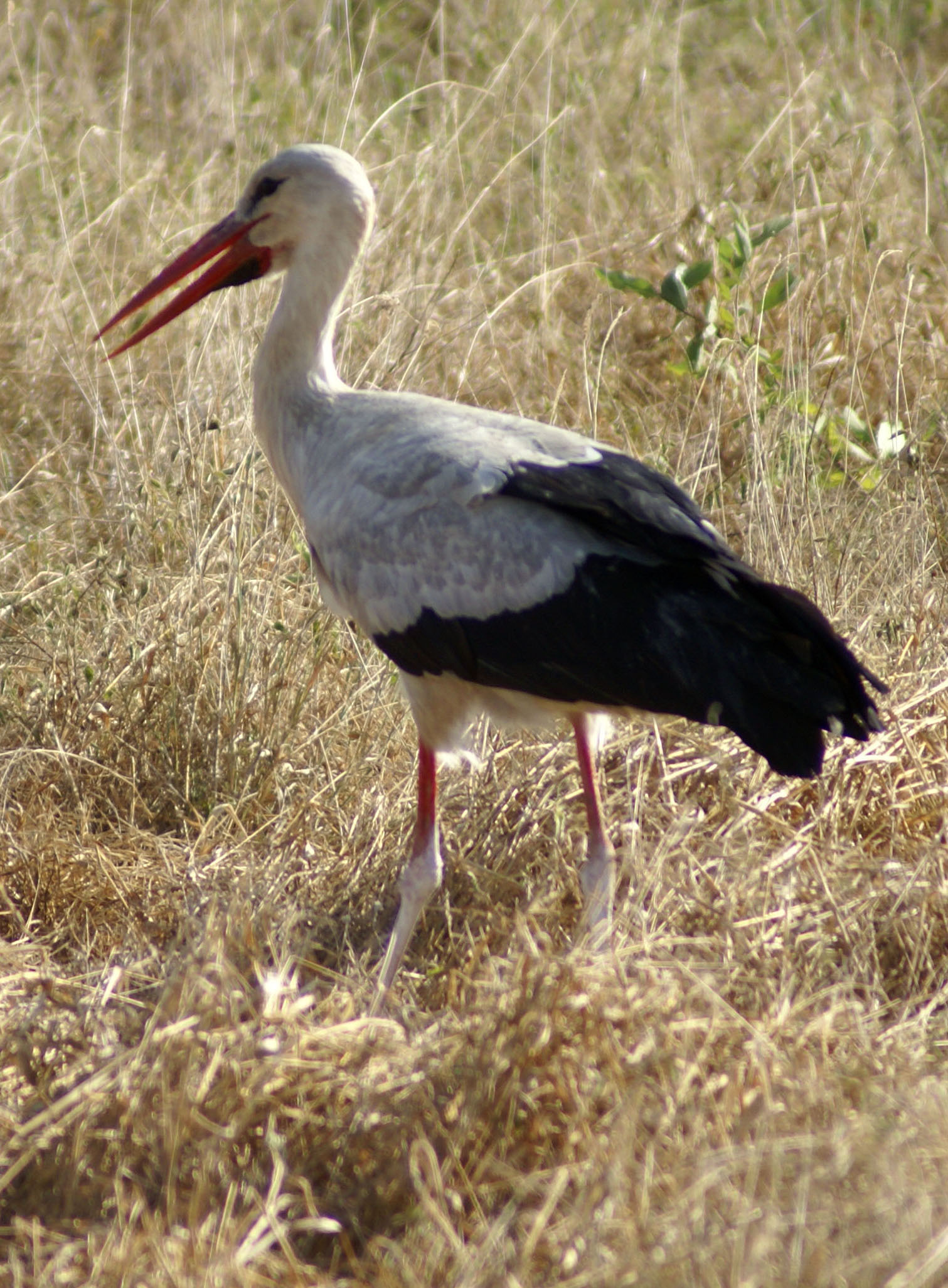
In questa immagine di una cicogna bianca è possibile vedere le zampe dell'uccello ricoperte da escrementi bianchi

L'uroidrosi è una pratica messa in atto da alcune specie di uccelli che consiste nel defecare sulle porzioni squamose delle proprie zampe, utilizzando l'evaporazione dei fluidi contenuti nelle feci come meccanismo di raffreddamento e sfruttando quindi lo stesso principio alla base di un refrigeratore evaporativo. Com'è noto, infatti, gli escrementi degli uccelli sono costituiti da feci e urina, che vengono espulse assieme attraverso la cloaca, e contengono quindi un'ampia percentuale liquida, la quale aiuta gli uccelli a raffreddare i vasi sanguigni dei tarsi e dei piedi, privi di piume; in seguito a questo processo le zampe si tingono inoltre del bianco dell'acido urico.
Oltre che per descrivere il sopracitato comportamento osservato soprattutto in diverse specie di ciconidi e catartidi (comunemente noti come avvoltoi del Nuovo Mondo), il termine "uroidrosi" è usato anche per descrivere un comportamento analogo osservato in alcune foche, le quali urinano sulle proprie pinne posteriori per raffreddarsi mentre si crogiolano al sole.
Nel caso degli avvoltoi, l'urina aiuta anche a uccidere eventuali batteri o 
parassiti da cui gli uccelli rischiano di essere infestati mentre camminano tra 
le carcasse o atterrano su animali morti.
Il termine è stato coniato da M. P. Kahl nel 1963, il quale, in virtù dell'apparente somiglianza funzionale di questo comportamento con la vera sudorazione, suggerì per descriverlo una parola creata dall'unione dei termini greci per "urina" e "sudore", ossia ouron e hidrōs.
È stato riportato che questo comportamento porta all'accumulo di escrementi attorno agli anelli posti attorno alle gambe degli uccelli inanellati, portando alla possibilità di formazione di lesioni.